# Force aéronavale nucléaire
La Force aéronavale nucléaire (FANu) est la composante marine aéroportée de la dissuasion nucléaire française.
Les forces nucléaires de la France reposent sur trois composantes : une océanique (FOST), une aéronavale (FANu) et une aérienne (FAS). La marine nationale met en œuvre la composante océanique de la dissuasion avec les sous-marins nucléaires lanceurs d’engins (FOST/SNLE) et participe à la composante aéroportée depuis 1978, de nos jours avec ses avions Rafale M opérant à partir du porte-avions Charles de Gaulle.

## Commandement
L’amiral commandant la force d’action navale (ALFAN) exerce les fonctions de commandant de la force aéronavale nucléaire (CFANU). Il dispose d’un état-major permanent (EM CFANU) et d’un centre opérationnel activable sur ordre (COFANU). Le centre d’opérations de la Force aéronavale nucléaire se situe dans le Fort de Six-Fours dans le Var.

## Moyens
La FANu est une « force non permanente » dont les moyens aéronavals sont mobilisables en permanence.
La FANu s’intègre au sein du groupe aéronaval : les aéronefs de la marine, le porte-avions et son escorte. Cette task force est immédiatement disponible à tout moment, en dehors des périodes d’indisponibilité du porte-avions. Pendant ces périodes d’indisponibilité, la task force reste disponible avec un délai de mise en œuvre dépendant de la nature de l’arrêt technique.
La FANu bénéficie de la souplesse d’emploi ainsi que du caractère démonstratif qu’offre l’outil porte-avions (exercice de la pression politique dès l’appareillage du port-base ou durant le transit, capacité de pré positionnement ou de redéploiement sans contrainte géographique - liberté des mers - et capacité de démonstration de force graduée).
Au 1er janvier 1989, 189 personnels de la Marine nationale servaient l'armement nucléaire préstratégique.
Discours sur la dissuasion nucléaire française du Président de la République François Hollande à Istres le 19 février 2015, : 
« Voilà l’intérêt des deux composantes, si je puis dire : une qui ne se voit pas et une autre qui se voit ».
« J'ai décidé de maintenir une composante océanique et une composante aéroportée. Aucune n'est dédiée à l'atteinte d'un objectif qui lui serait propre. Toutes deux concourent à l'ensemble des missions de la dissuasion et c'est leur complémentarité qui permet au chef de l’État de disposer, à tout moment, de la gamme d'options nécessaires et suffisantes et de ne jamais être tributaire d'un seul type de moyens. […] La composante aéroportée assure […] la permanence de la dissuasion avec les forces aériennes stratégiques. A leur côté, la force aéronavale nucléaire, mise en œuvre depuis le porte-avions Charles-de-Gaulle, offre d'autres modes d'actions. La composante aéroportée donne, en cas de crise majeure, une visibilité à notre détermination à nous défendre, évitant ainsi un engrenage vers des solutions extrêmes. »

## Caractéristiques d’emploi
- Polyvalence : la FANu s’inscrit dans l’action globale du porte-avions, lequel peut aussi bien mener des raids aériens conventionnels que nucléaires, contre une force à la mer ou contre des objectifs à terre en s’appuyant sur l’avion Rafale M, avion multirôle par conception.
- Souplesse : la FANu apporte à la dissuasion la souplesse d’emploi du groupe aéronaval (outil politico-militaire). En effet, dès que le porte-avions est à la mer, la capacité nucléaire est susceptible d’être activée.
- Dialogue dissuasif : cette composante de la dissuasion peut rester discrète ou être rendue visible voire ostensible par le message politique associé à la décision de déployer le groupe aéronaval.
- Portée : un positionnement adapté du groupe aéronaval en vertu de la règle internationale de la liberté des mers associé aux capacités de l’avion Rafale M et à l’allonge que permet la présence d’avions ravitailleurs à bord du porte-avions, permet d’atteindre n’importe quel point d’intérêt du globe.

## Chronologie

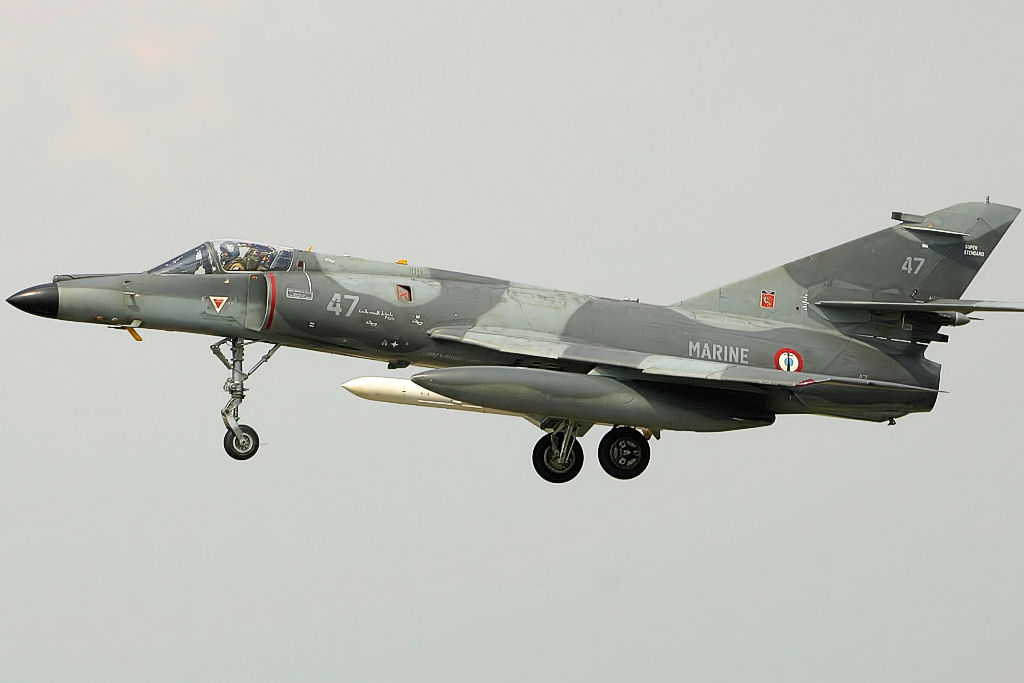
Super Etendard

- 1974 : création d’un groupe de travail pour la mise en place de l’armement nucléaire au sein de l’aéronavale, installations spécifiques, mise en œuvre et sécurité.
- 10 décembre 1978 : le porte-avions Clémenceau reçoit la qualification « Nucléaire » après avoir été modifié pour accueillir quatre ou cinq bombes AN-52 mises en œuvre par les avions Dassault Super-Étendard de la Flottille 11F[7].
- 15 juin 1981 : le porte-avions Foch est qualifié à son tour.
- 1987/1988 : mise à niveau du porte-avions Foch pour l’accueil du missile air-sol moyenne portée (ASMP).
- 1989: les avions Super-Etendard des Flottilles 11F, 14F puis 17F sont dotés du missile ASMP.
- Juin 1989 : le missile ASMP est déclaré opérationnel sur le porte-avions Foch.
- Mai 2005 : le missile ASMP est déclaré opérationnel sur le porte-avions Charles de Gaulle.
- 2008 : retrait du missile ASMP mis en œuvre depuis les avions Super-Étendard modernisé.
- 26 octobre 2009 : tir d’évaluation technico-opérationnelle réalisé par l’avion Rafale M24 depuis le porte-avions Charles de Gaulle.
- 2010 : l’avion Rafale est doté du missile air-sol moyenne portée amélioré (ASMP-A).
- 2010 : le missile ASMP-A mis en œuvre par le Rafale Marine est déclaré opérationnel sur le porte-avions Charles de Gaulle.
- 2016 : passage du porte-avions en « tout Rafale ».

La FANu participe à l’ensemble des exercices et entraînements des forces nucléaires.